# Ritchiea polypetala
Ritchiea polypetala là một loài thực vật có hoa trong họ Capparaceae. Loài này được Hook. f. miêu tả khoa học đầu tiên năm 1862.